# PARA★ダイス
『PARA★ダイス』（パラダイス）は、ミキマキによる日本の漫画作品。『りぼんオリジナル』、『別冊ふろく』（集英社）にて単発連載、『りぼん』（同）でも連載された。

## 概要
犀川ライは「強運の女神」と呼ばれる高校2年生で、ダイスの目を信じて行動すると必ず幸運が訪れる超強運の持ち主。マジシャンだった父が美術館のオーナーに騙し取られた形見のダイスを取り返す（盗み出す）ため、日本中をパートナーの英とともに飛び回る日々を送っている。

## 登場人物

### 主要人物
犀川ライ（さいかわ ライ） - 2年1組
主人公。高校2年生の女子で、人からは「強運の女神」と呼ばれる強運の持ち主。しかし実態はダイスを振ったときに出た目を信じて行動することで得られる運の良さである。これは、生前の父から言われた「お前にも幸せをわけてやろう 自分を信じてダイスをふるんだ」という理念に基づいている。運動神経がよく、美術館などの窓から器用に木へ飛び移ったりする。美術館のオーナーから騙し取られた父の形見であるダイスを取り返すため、日本または世界各地を回っている（実質は盗み出している）。普通のダイス以外に8面ダイスなど様々なダイスを普段から複数持ち歩き、ダイスを振る際は「教えてダイス!」と掛け声をかける。「あたしって、超ツイてる～」が口癖。
パートナーの英にはサバサバとした態度を取ること多く、英の主張を聞き流したり、無茶な行動をさせる。さながら下僕扱いであるが、嫌ったりはしておらず（パートナーとしての?）好意がある。
英満留（はなぶさ みつる） - 1年6組
高校1年生の男子で、ライのパートナー。超が付くほどの不幸体質で、常に車に轢かれたり動物に襲われたりするが不死身。屋上から落ちた時は、慣性の法則を無視していた。ライのことが好きで告白したものの、一度は「なにその生命線 短っ!!!」と言われあっさりふられてしまった。その後、形見を取り返す計画のためにライが振ったダイスの目と、英の全財産6円が一緒だったことをきっかけに、パートナーとして行動することになった。ライから常に下僕・パシリ扱いをされるが、基本的にライの命令には忠実である。作中ではツッコミ役に回ることが多い。実家は銭湯を営んでおり、満留以外の家族全員がいかがわしい開運術を常に唱えている。

### その他の人物
十和田義正（とわだ よしまさ）
十和田財閥（有名カジノオーナー）の御曹司。プラチナダイスを渡す条件として双六ゲームの勝負を申し込んだが敗北し、プラチナダイスを取られた。
小菅蛍（こすげ ほたる）
ルーレットディーラーの娘。ライにルーレットとロシアンルーレットの勝負を申し込んだが敗北し、ゴールドダイスとパールダイスを取られた。
汐見（うしみ）
汐見美術館オーナーの息子。贋作のダイスの中から本物のダイスを探し出す勝負を申し込んだが敗北し、ダイヤモンドダイスを取られた。

## 書誌情報
ミキマキ 『PARA★ダイス』 集英社〈りぼんマスコットコミックス〉、全2巻
- 1巻 2003年10月20日初版発行、ISBN 978-4-08-856497-5
  - 収録内容「PARA★ダイス」、「ダイス★KISS」、「PARA★ダイス〜ラッキーバトル編〜」、「エスパー学園」、「サザンクロス〜廃部でピンチ!〜」
- 2巻 2004年9月20日初版発行、ISBN 978-4-08-856562-0
  - 収録内容「PARA★ダイス」第1投目 - 4投目、「ネライウチ!」